# Snežnik slott

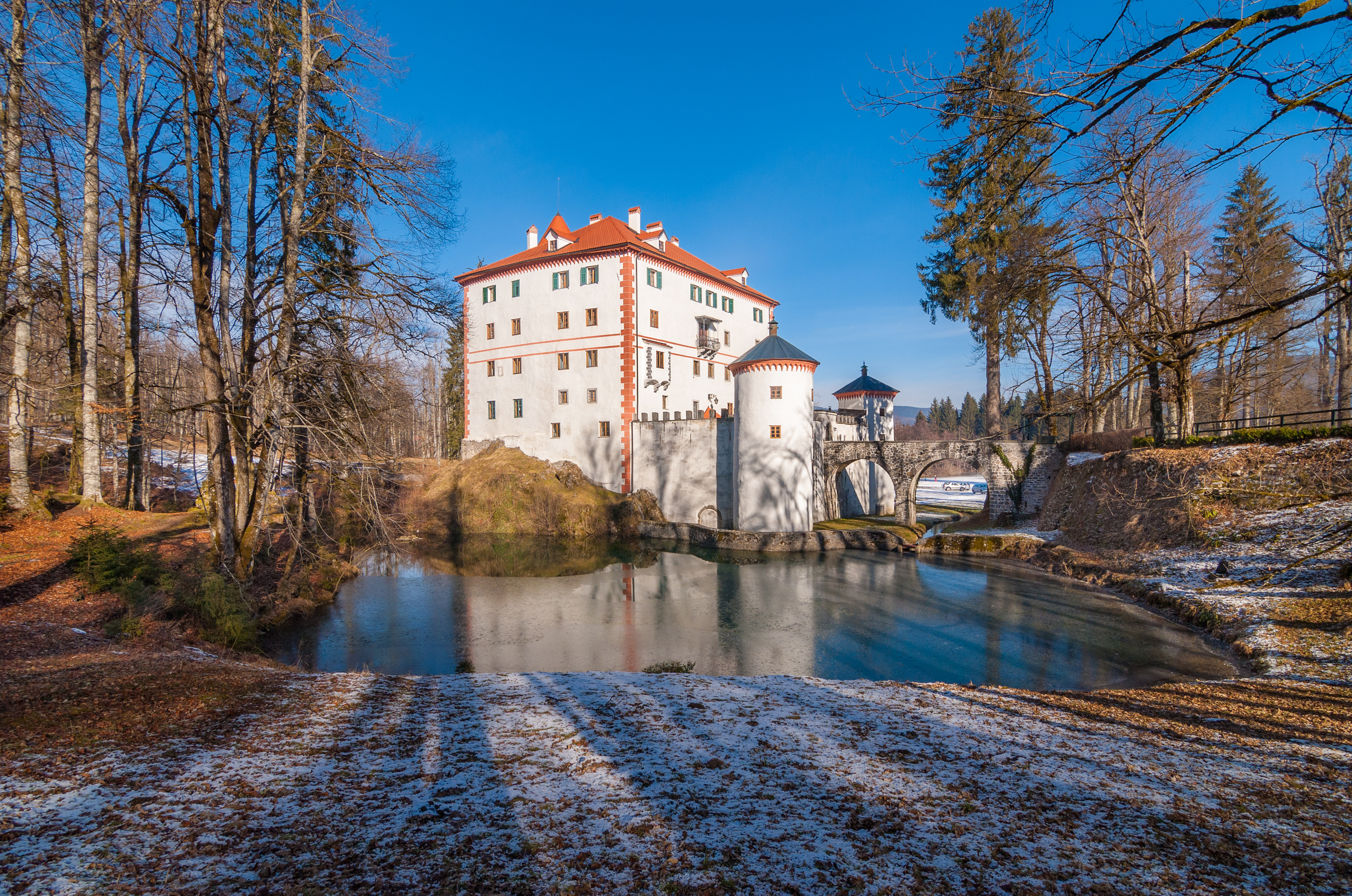
Snežnik slott år 2016.

Snežnik slott (slovenska: Grad Snežnik, tyska: Schloss Schneeberg) är ett 1200-talsslott som ligger i den sydvästra delen av Loždalen i närheten av samhället Kozarišče i Loška Dolina kommun i Slovenien. Slottets namn är en slovensk tolkning av den första ägarfamiljen Schneebergs namn. Flera olika adelsfamiljer avlöste familjen Schneeberg som ägare och år 1853 köptes slottet av en tysk prins.
Slottet tillhörde familjen Schönburg-Waldenburg tills det övertogs av jugoslaviska staten år 1945. Det klarade sig utan större skador under andra världskriget och restaurerades under 1960-talet. År 1971 öppnades det för allmänheten.
Gravstenar från ruinerna av en romersk bosättning i Šmarata har murats in i slottsmuren. Slottet har fyra våningar och omges av en mur. Det byggdes om på 1800-talet och möbler och inredning härrör från den tiden.
Parken runt slottet anlades, främst som jaktområde, på 1800-talet. Ängar binds samman av rid- och promenadstigar, som kantas av kastanj- och lindalléer. Två små konstgjorda sjöar får sitt vatten från bäckarna Obrh och Brezno. 
Snežnik slott är ett av få slott i Slovenien med bevarad interiör.